# Peter Stephan (Ingenieur)
Peter Stephan (* 25. März 1963 in Karlsruhe) ist ein deutscher Maschinenbauingenieur und Professor für Technische Thermodynamik an der Technischen Universität Darmstadt.

## Leben und wissenschaftlicher Werdegang
Peter Stephan studierte 1983 bis 1988 Maschinenbau an der Technischen Universität München. Bis 1992 forschte er am Joint Research Centre of the European Commission in Ispra (Italien). Mit der dort entstandenen Arbeit zur Verdampfung in Wärmerohren wurde er an der Universität Stuttgart promoviert. Es folgten Tätigkeiten in Forschung und Entwicklung in die Automobilindustrie bei Daimler-Benz und Mercedes-Benz.
Seit 1997 ist Peter Stephan Professor für Technische Thermodynamik und Leiter des gleichnamigen Instituts im Fachbereich Maschinenbau an der TU Darmstadt. Seine Forschungsschwerpunkte liegen in den Bereichen Wärmetransport, Verdampfung und Kondensation, Grenzflächentransport und Benetzung sowie Analyse komplexer Thermischer Energiesysteme.
Im Rahmen seiner langjährigen Tätigkeit an der TU Darmstadt hat Peter Stephan neben der Institutsleitung unterschiedliche Funktionen wahrgenommen, u. a. als Sprecher eines Exzellenzclusters, verschiedener Forschungscluster und eines Sonderforschungsbereichs, als Dekan des Fachbereichs Maschinenbau, Mitglied von Senat und Universitätsversammlung sowie als Vizepräsident für Forschung und wissenschaftlichen Nachwuchs der Universität.

## Auszeichnungen
- 1995 Sadi Carnot Award for Thermodynamics, International Institute of Refrigeration
- 2002 Prize for Excellence in Heat Transfer Research, Société Française de Thermique
- 2005 Team Achievement Award, European Space Agency
- 2012 Nukiyama Memorial Award, Heat Transfer Society of Japan
- 2018 VDI Ehrenmedaille, Verein Deutscher Ingenieure
- 2020 Fellow der American Society of Mechanical Engineers